# Chthonius minous
Chthonius minous es una especie de arácnido  del orden Pseudoscorpionida de la familia Chthoniidae. Presenta las subespecies Chthonius minous minous y Chthonius minous peramae.

## Distribución geográfica
Se encuentra en Creta (Grecia).